# Adam & Eve
Adam & Eve nannte sich ein deutsches Schlagerduo in zwei unterschiedlichen Besetzungen.

## Erste Besetzung
Eve, bürgerlich: Eva Bartova (* 26. März 1938 in Vejprty/Böhmen, nach anderen Angaben in Pilsen; † 17. September 1989 in Chicago/Illinois) kam 1963 nach Deutschland. Bartova genoss in der Tschechoslowakei eine Ausbildung als klassische Balletttänzerin und studierte klassischen Gesang. Es wird angenommen, dass sie zunächst in die  DDR kam, da im selben Jahr dort eine Schallplattenaufnahme unter dem Interpretennamen Erika Bartova erschien. Die Umstände, wie sie in die Bundesrepublik Deutschland kam, werden unterschiedlich dargestellt. Sie soll in den 1960er Jahren bei der Band Eve Bartova & The Bartovs gesungen haben und mit dieser anlässlich eines Auftritts in Schweden ihren späteren Gesangspartner Adam Nr. 1, (der „Dunkelhaarige“), bürgerlich: John Christian Dee (* 5. Februar 1944 in Tonawanda/Buffalo, New York; † 18. August 2004 in London) kennengelernt haben. Adam sei mit seiner Mutter in den 1950er Jahren von Amerika nach England gekommen.
Beide Musiker schlossen 1964 in Deutschland einen Schallplattenvertrag ab und veröffentlichten 1966 ihre erste gemeinsame Single. Der Titel hieß They can look at us and laugh, welcher sich bereits in den Charts platzieren konnte und verschaffte den beiden einen Fernsehauftritt. In den folgenden Monaten nahm das Duo zahlreiche Titel sowohl in englischer als auch in deutscher Sprache auf, die teilweise in den Charts auftauchten. Die Titel konnten mal dem Bereich Beat, mal dem Bereich Schlager zugeordnet werden. Die Musik komponierte meist Adam, der auch als Produzent des Duos agierte. Adam schrieb auch für andere Gruppen neue Titel. Im Herbst 1966 erschien die einzige Langspielplatte des Duos, die auch Soloaufnahmen enthielt. In dieser Zeit wohnten die beiden im Stadtteil Obererlenbach von Bad Homburg vor der Höhe. Der frisch von Südafrika nach Europa umgesiedelte, aber damals noch vollkommen unbekannte Howard Carpendale gehörte zu ihrem Bekanntenkreis. Nach einigen weiteren Versuchen sich auf dem Musikmarkt zu etablieren, trennte sich das Duo Ende 1968/Anfang 1969, ohne dass es einen besonders großen Hit gehabt hätte. Johnnie hatte im November 1968 die Britin Janie Jones geheiratet und lebte dann in Großbritannien, kam aber Mitte der 1970er Jahre wieder nach Deutschland. Wegen gefährlicher Körperverletzung an seiner Freundin musste er für sechs Jahre ins Gefängnis, nutzte einen Freigang jedoch zur Flucht und soll sich dann nach Frankreich abgesetzt haben. In ihrer Ausgabe 1/2005 meldete die Musikzeitschrift Good Times, dass Johnnie Christian Dee am 18. August 2004 in London starb.

## Zweite Besetzung
Eve schloss sich nach der Trennung von Johnnie Christian Dee (Adam Nr. 1) der Combo von Hartmut „Harry“ Schairer (* 23. Februar 1946 in Stuttgart) an, die unter verschiedenen Bezeichnungen (Soul Generation, Soul Organisation) auftrat. Hartmut besuchte das Stuttgarter Konservatorium und studierte dort Klavier, Bass und Klarinette. Er wurde Adam Nr. 2 (der „Blonde“). 1969 erhielt das Duo einen Plattenvertrag, und im selben Jahr erschien die erste Single Shaggy Dog der neuen Formation. 1972 heirateten die beiden und wurden bald zu einem der bekanntesten Schlagerduos Deutschlands. Ab 1976 wohnte Eves Sohn Roberto aus erster Ehe bei den beiden in  Neunkirchen bei Köln. Mit ihm nahm das Duo auch eine gemeinsame Schallplatte auf (Frühlingsmelodie). Viele weitere ihrer Schlager avancierten zu Hits. So gehören Wenn die Sonne erwacht in den Bergen, Du gehst fort (Cover von Tu t’en vas), Die versunkene Stadt oder Lailola zu den erfolgreichsten Schlagern der 1970er Jahre. Mit Ungarische Nächte konnten Adam & Eve außerdem den zweiten Platz der 97. Ausgabe der ZDF-Hitparade vom 3. September und den ersten Platz der 98. Ausgabe vom 1. Oktober 1977 erreichen. 1980 nahmen Adam & Eve am Vorentscheid zum heutigen Eurovision Song Contest in Den Haag teil. Mit Hallo Adam, Hallo Eva belegten sie unter 12 Teilnehmern den 7. Platz. 
1982 trennte sich das Ehepaar Schairer. Eve heiratete später den Sänger Jimmy Harrison, doch ging die Ehe kurze Zeit später wieder in die Brüche. Danach ging Eve nach Amerika, wo sie am 17. September 1989 in Chicago an Krebs verstarb. Hartmut Schairer war nach der Trennung von Eve als Komponist und Produzent tätig. Er schrieb unter anderem Titel für Claudia Jung, Andy Borg, Isabel Varell, Heike Schäfer, Kristina Bach und Nadine Norell und ist heute noch in der Branche aktiv.
Neben den obigen Darstellungen gibt es in den Medien zahlreiche widersprüchliche Angaben über den Werdegang der beiden Duos. Nach anderen Angaben soll Eve ihren Adam Nr. 1 nicht in Schweden, sondern in Paris kennengelernt haben. Adam Nr. 2 soll Eve bereits 1964 in einem Kellerlokal an der Seine kennengelernt haben. Wie und wo sich Adam & Eve wirklich erstmals getroffen haben, ist bis heute unbelegt.

## Diskografie

### Alben
| Jahr | Titel              | Höchstplatzierung, Gesamtwochen, AuszeichnungChartsChartplatzierungen (Jahr, Titel, Platzierungen, Wochen, Auszeichnungen, Anmerkungen) | Anmerkungen           |
| Jahr | Titel              | DE | Anmerkungen           |
| ---- | ------------------ | --- | --------------------- |
| 1967 | Paradise of Sounds | DE31 (8 Wo.)DE | Bellaphon Besetzung 1 |

Weitere Alben

In Besetzung 2:
- 1973: Die schönsten Lieder, Doppel-LP, (EMI)
- 1974: Lieder aus Manuelas Taverne (EMI-Hör Zu)
- 1975: Wir beide (EMI)

### Singles
| Jahr | Titel Album                          | Höchstplatzierung, Gesamtwochen, AuszeichnungChartsChartplatzierungen (Jahr, Titel, Album, Platzierungen, Wochen, Auszeichnungen, Anmerkungen) | Anmerkungen |
| Jahr | Titel Album                          | DE | Anmerkungen |
| ---- | ------------------------------------ | --- | ----------- |
| 1966 | Adam & Eve                           | DE38 (2 Wo.)DE | Besetzung 1 |
| 1966 | Words Of Love                        | DE35 (4 Wo.)DE | Besetzung 1 |
| 1967 | Sweet Sweet Love                     | DE32 (8 Wo.)DE | Besetzung 1 |
| 1970 | Hey Hey in Tampico                   | DE34 (2 Wo.)DE | Besetzung 2 |
| 1971 | Ave Maria no morro                   | DE41 (2 Wo.)DE | Besetzung 2 |
| 1972 | Wenn die Sonne erwacht in den Bergen | DE27 (10 Wo.)DE | Besetzung 2 |
| 1972 | Das macht die Liebe allein           | DE29 (12 Wo.)DE | Besetzung 2 |
| 1973 | Dann kommt der Sonnenschein          | DE34 (4 Wo.)DE | Besetzung 2 |
| 1973 | Komm und tanz mit mir                | DE38 (2 Wo.)DE | Besetzung 2 |
| 1974 | Wie ein Stern in dunkler Nacht       | DE39 (3 Wo.)DE | Besetzung 2 |
| 1974 | In Manuels Taverne                   | DE45 (2 Wo.)DE | Besetzung 2 |
| 1975 | Ein Stern geht auf                   | DE44 (1 Wo.)DE | Besetzung 2 |
| 1975 | Tango Amor                           | DE42 (2 Wo.)DE | Besetzung 2 |
| 1975 | Du gehst fort (Tu t’en vas)          | DE10 (16 Wo.)DE | Besetzung 2 |
| 1975 | Lena (Steig in den Sattel...)        | DE43 (2 Wo.)DE | Besetzung 2 |

Weitere Singles

In Besetzung 1:
- 1966: They can look at us and laugh

In Besetzung 2:
- 1977: Lailola
- 1977: Es ist schön, mit dir zu leben
- 1977: Ungarische Nächte
- 1978: Die versunkene Stadt